# Oméga : Planète invisible
Oméga : Planète invisible est un jeu vidéo d'aventure de Marc Cecchi développé par Infogrames en 1985 sur Thomson et porté sur Amstrad CPC et Commodore 64.
Le jeu peut être considéré comme une suite indirecte du jeu Mandragore (édité en 1984), car il en reprend le système de jeu pour l'adapter à la science-fiction.

## Synopsis
En l'an 3010, une équipe d'aventuriers part explorer six planètes pour obtenir les indices qui permettront de localiser Oméga (Ω), la planète invisible qui héberge Naxorg, un despote qui menace l'Univers entier.

## Système de jeu

### Principes
Le joueur doit d'abord constituer une équipe de personnages dont il choisit les caractéristiques (entraînement, force, intelligence, connaissance, dextérité et rayonnement), la race (mutant, cométoïde, robot, suricate, humain), le métier (astrot, ranger, télépathe, mentat, pirate, xéno), et le nom (six lettres maximum).
Le jeu est divisé en « mode cosmos », « mode patrouilleurs », « mode base », et « mode planète » :
- lors de ses voyages dans le cosmos, le joueur conduit un vaisseau spatial affiché au milieu de l'écran, qui se déplace de case en case ; l'aéronef peut franchir tous les milieux, sauf les champs magnétiques (et les météorites provoquent des dégâts si aucun des personnages à bord ne détient de détecteur de météorites) ;
- des patrouilleurs Psyborgs peuvent attaquer le joueur pendant qu'il se promène dans le cosmos ; il faudra combattre ou fuir ;
- les bases sont des endroits neutres où les combats sont impossibles ; le joueur peut y faire réparer son vaisseau ou y acheter du matériel et de la nourriture ;
- les planètes ont chacun un thème (l'écologie, l'humanité, la santé, la littérature, la religion) et peuvent contenir un objet intéressant ; le joueur doit en percer le mystère afin d'obtenir un indice pour localiser Oméga ; attention : toutes abritent des créatures dangereuses.

L'expérience acquise permet d'augmenter le niveau, et donc la puissance, des personnages. Le joueur doit également gérer boisson et nourriture, sinon ses personnages meurent de faim. Les actions sont déclenchées en choisissant un verbe, comme « Chasser », « Explorer », « Ouvrir », « Prendre », etc.

### Thèmes des planètes
- p. 0 : représentation de Terre où des colonisateurs pillent les richesses des indigènes.
- p. 1 : planète prison qui représentent les camps de concentration.
- p. 2 : des créatures mutantes se nourrissent du combustible nucléaire.
- p. 3 : endroit où se multiplient les microbes
- p. 4 : évocation du mythe de Dracula, des zombies et des morts-vivants.
- p. 5 : ici, le diable a pris le contrôle d'un vaisseau spatial.